# Església parroquial de Santa Maria de Palautordera
L'església parroquial de Santa Maria de Palautordera és un edifici religiós del municipi de Santa Maria de Palautordera (Vallès Oriental) inclòs en l'Inventari del Patrimoni Arquitectònic de Catalunya.

## Descripció

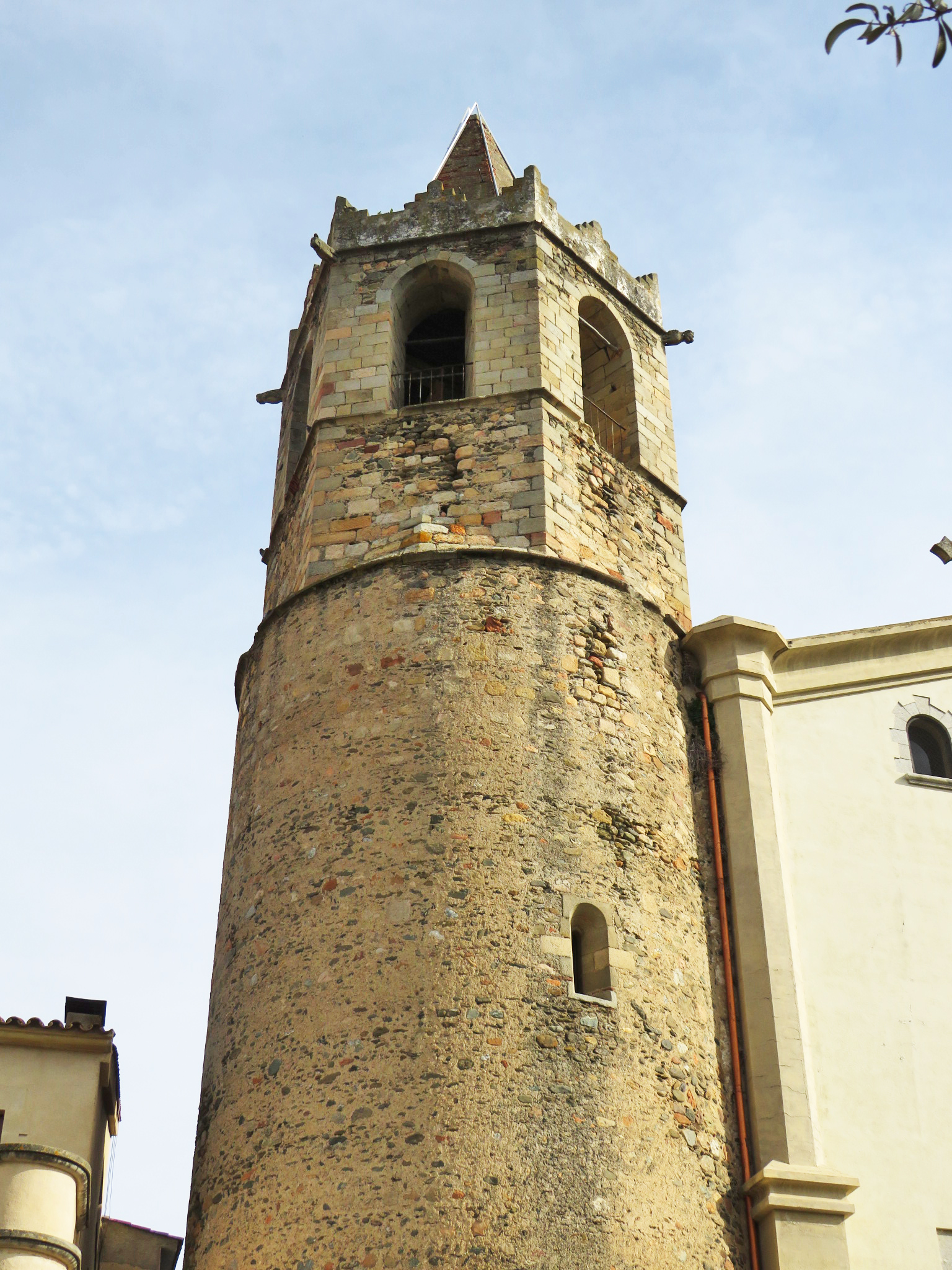
Campanar de l'església de Santa Maria, construït aprofitant la torre del castell

Edifici religiós de paredat i façana arrebossada. La portada com la major part de la fàbrica és del segle xvi. Té un arc apuntat, format per fascicles de columnetes i les arquivoltes corresponents. Té dos pinacles i pilastres. Damunt l'extradós hi ha decoració amb cards, i en la clau un floró que corona el pinacle. Damunt la portada hi ha un ull de bou. Sota la teulada hi ha una sèrie d'arcs trilobats, del 1939. Corona la façana una creu moderna. El campanar té tres cossos i l'absis és poligonal.
El campanar té tres cossos, el primer és circular, com una torre militar, construït amb palets. El segon i el tercer són hexagonals, de carreus. En el tercer hi ha sis obertures d'arcs apuntats per a les campanes. El coronament és de merlets. El cos inferior prové del que era palau militar.
Copia del retaule de Sant Pere Original any 1516 de Joan Gascó,reincorporat a l'Església Parroquial el 15 octubre 2016

## Història
Santa Maria de Palautordera és documentada des del 862, quan fou cedida amb la de Sant Esteve de Palautordera i la de Sant Esteve de la Costa al comte Sunyer I d'Empúries-Rosselló pel rei Carles el Calb, tal com les havia posseïdes el comte i marquès Humfrid entorn del 858. Anys més tard passà a pertànyer a Sant Cugat.
Construïda entre els anys 1562 i 1588 és d'un gòtic tardà. En el 1936 van ser destruïdes algunes coses.